# Le Béage
Le Béage est une commune française, située dans le département de l'Ardèche en région Auvergne-Rhône-Alpes.
Rattachée administrativement à la communauté de communes de la Montagne d'Ardèche, Le Béage d'une des communes dont le territoire borde géographiquement le Massif du Mézenc.

## Géographie

### Situation
La localité se trouve sur la route départementale RD 122, reliant les préfectures de Privas et du Puy-en-Velay. Le village se situe au milieu de l'axe touristique entre le mont Gerbier-de-Jonc et le lac d'Issarlès. Le village présente un aspect essentiellement rural et l'ensemble de son territoire est localisé en zone de moyenne montagne, dans la partie du Massif central appelée Haut-Vivarais.

### Communes limitrophes
Le Béage est limitrophe de sept communes, dont cinq sont situées dans le département de l'Ardèche et deux dans le département de la Haute-Loire. Ces localités sont réparties géographiquement de la manière suivante :

### Climat
Pour des articles plus généraux, voir Climat d'Auvergne-Rhône-Alpes et Climat de l'Ardèche.
En 2010, le climat de la commune est de type climat de montagne, selon une étude du CNRS s'appuyant sur une série de données couvrant la période 1971-2000. En 2020, Météo-France publie une typologie des climats de la France métropolitaine dans laquelle la commune est exposée à un climat de montagne ou de marges de montagne et est dans la région climatique Sud-est du Massif Central, caractérisée par une pluviométrie annuelle de 1 000 à 1 500 mm, minimale en été, maximale en automne.
Pour la période 1971-2000, la température annuelle moyenne est de 6,6 °C, avec une amplitude thermique annuelle de 15,7 °C. Le cumul annuel moyen de précipitations est de 1 251 mm, avec 10,8 jours de précipitations en janvier et 6,7 jours en juillet. Pour la période 1991-2020, la température moyenne annuelle observée sur la station météorologique de Météo-France la plus proche, « Cros Géorand », sur la commune de Cros-de-Géorand à 6 km à vol d'oiseau, est de 8,0 °C et le cumul annuel moyen de précipitations est de 1 410,4 mm,. Pour l'avenir, les paramètres climatiques de la commune estimés pour 2050 selon différents scénarios d'émission de gaz à effet de serre sont consultables sur un site dédié publié par Météo-France en novembre 2022.

### Hydrographie
Le territoire de la commune du Béage est traversé par le Veyradeyre (ou ruisseau la Veyradeyre), lequel prend sa source au lieu-dit du Bois des Seigneurs, en limite du territoire communal. Long de 16,6 kilomètres, ce ruisseau se jette dans la Loire, rattachant ainsi le territoire de la commune au bassin de la Loire, alors que le territoire de la plupart des autres communes de son département sont rattachées au bassin du Rhône.

### Voies de communication
Le territoire communal est traversé par la RD 122.

## Urbanisme

### Typologie
Au 1er janvier 2024, Le Béage est catégorisée commune rurale à habitat dispersé, selon la nouvelle grille communale de densité à 7 niveaux définie par l'Insee en 2022.
Elle est située hors unité urbaine et hors attraction des villes,.

### Occupation des sols
L'occupation des sols de la commune, telle qu'elle ressort de la base de données européenne d’occupation biophysique des sols Corine Land Cover (CLC), est marquée par l'importance des territoires agricoles (55,5 % en 2018), en augmentation par rapport à 1990 (38,1 %). La répartition détaillée en 2018 est la suivante : 
prairies (55,5 %), forêts (28,5 %), milieux à végétation arbustive et/ou herbacée (13,9 %), espaces ouverts, sans ou avec peu de végétation (1,2 %), zones urbanisées (0,9 %).
L'évolution de l’occupation des sols de la commune et de ses infrastructures peut être observée sur les différentes représentations cartographiques du territoire : la carte de Cassini (XVIIIe siècle), la carte d'état-major (1820-1866) et les cartes ou photos aériennes de l'IGN pour la période actuelle (1950 à aujourd'hui).

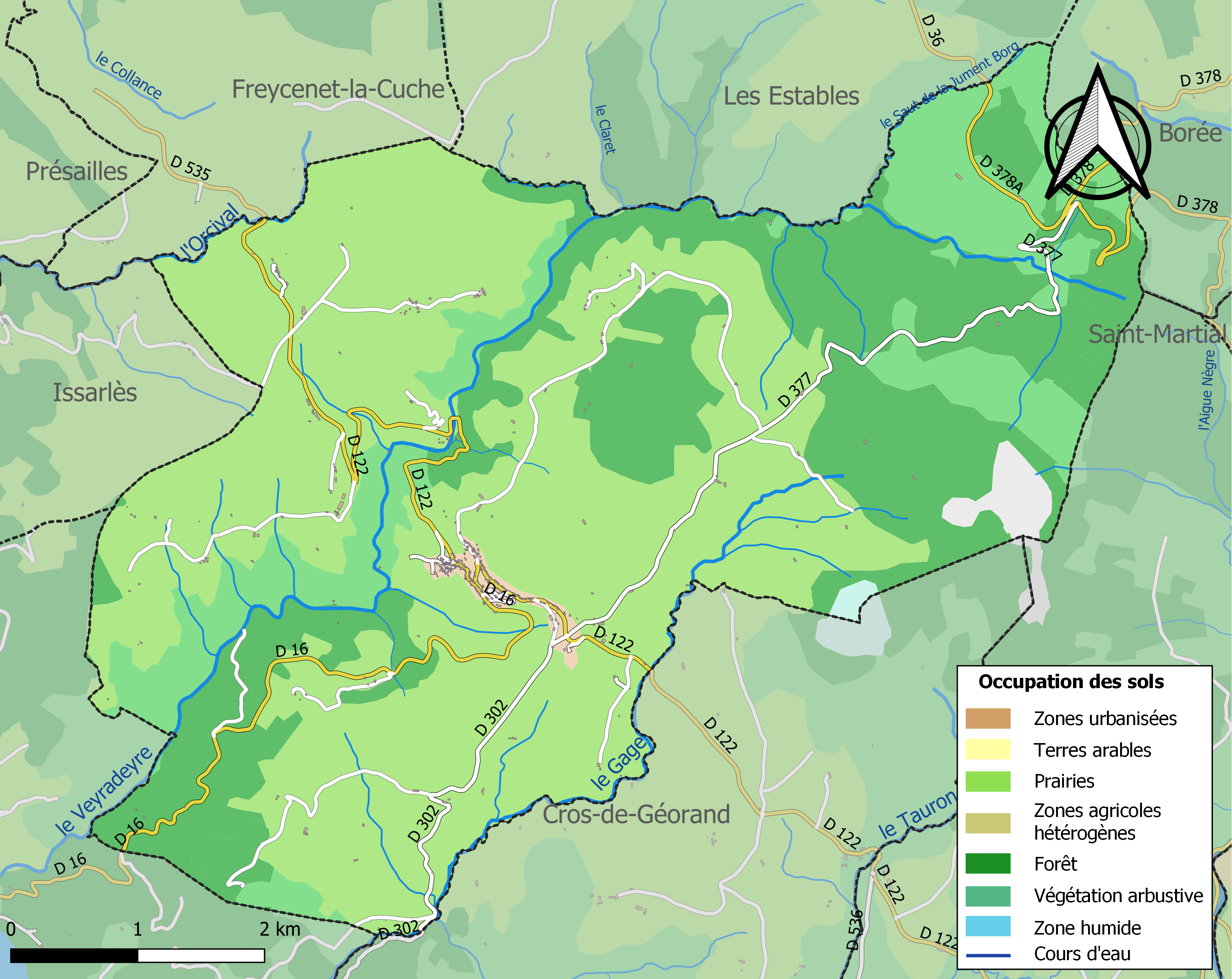
Carte des infrastructures et de l'occupation des sols de la commune en 2018 (CLC).

### Risques naturels

#### Risques sismiques
L'ensemble du territoire de la commune du Béage est situé en zone de sismicité no 2 (sur une échelle de 5), comme la plupart des communes situées sur le plateau et la montagne ardéchoise.
| Type de zone | Niveau           | Définitions (bâtiment à risque normal) |
| ------------ | ---------------- | -------------------------------------- |
| Zone 2       | Sismicité faible | accélération = 1,1 m/s2                |

## Toponymie
L'étymologie du Béage est à raisonner à partir de Lo Biatge, son nom occitan. WP:SOURCES  Si l´on remonte dans le temps, « Le Béage », nom francisé, ne daterait que de la Révolution française (1790), époque où Le Béage fut érigé en commune. Plusieurs hypothèses essaient d'expliquer nom du village. Le Béage viendrait du latin pedagium (péage) WP:SOURCES en lien avec le commerce très ancien le long de cette voie. Le village est aussi nommé sous le nom de Bisatico et de Bidagiis (latin). D'après Régis Sahuc, le village se serait aussi appelé « Arvermateia », ce qui aurait signifié « porte de l'Auvergne » ou des « Arvernes », tribu gauloise de cette région. Une autre hypothèse rapproche ce nom de Bisadge-Bisadgis qui signifie « le village aux deux chemins » (?), un chemin au centre du village qui se dirige vers le hameau de Chabanis et l'autre du Chastelas. https://lebeage.fr/decouvrir-le-beage/histoire-du-beage/

## Histoire

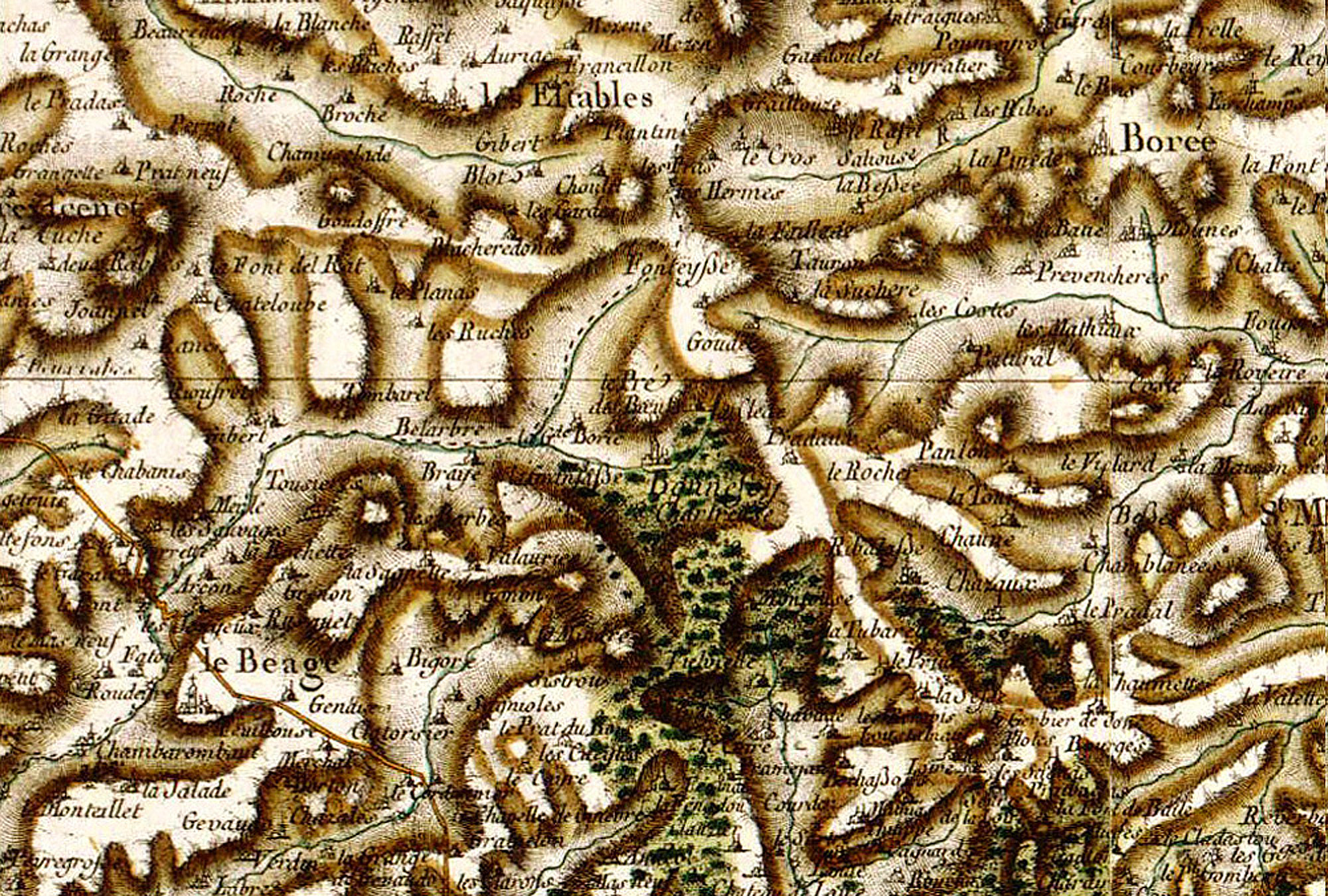
Borée, Le Béage, Les Estables et la Chartreuse de Bonnefoy sur la carte Cassini.

Ses origines et son nom paraissent liés au vieux chemin qui le traverse. En effet, de Montpezat-sous-Bauzon au Monastier avait existé un chemin très ancien venant de la vallée du Rhône appelé chemin du Pal. En 52 av. J.-C., Jules César et ses renforts seraient passés non loin du village (peut être à l'intérieur) pour aller impressionner les Arvernes. Le temps les aurait d'ailleurs forcés à fournir de gros efforts par six pieds de neige. Situé à mi-chemin, Le Béage connut un commerce renommé car ce village était un véritable relais pour les muletiers et autres charretiers qui, depuis le Midi, se rendaient au Puy-en-Velay (Anicium). On dénombrait d'ailleurs un grand nombre d'auberges. Après la Révolution, les royalistes étaient encore nombreux dans la région, et des troupes du Puy-en-Velay durent venir en renfort des forces locales pour maintenir l'ordre.
De nombreuses foires et marchés attiraient une grande foule au Béage où la plupart des habitants étaient à la fois paysans, commerçants, voituriers et bien souvent propriétaires de débit de boissons. On en comptait encore une trentaine dans les années 1940. Dans les années 1830, la population était environ de 2 400 habitants puis de 1 550 dans les années 1900 ; on n'en compte plus aujourd'hui que 318. Ce commerce laisse supposer que les origines du Béage remontent loin dans le temps car certains noms : « Chazales », du bas-latin casāle, « propre de la maison » (occitan Chasals : les grandes maisons), « Crouste » (occitan crota : grotte, maison dans la terre), « Chabanis » (occitan chabana : cabane), témoignent de très anciens habitats. C´est certainement le regroupement des habitants à la croisée des deux chemins qui a donné naissance au village du Béage.

### Administration municipale

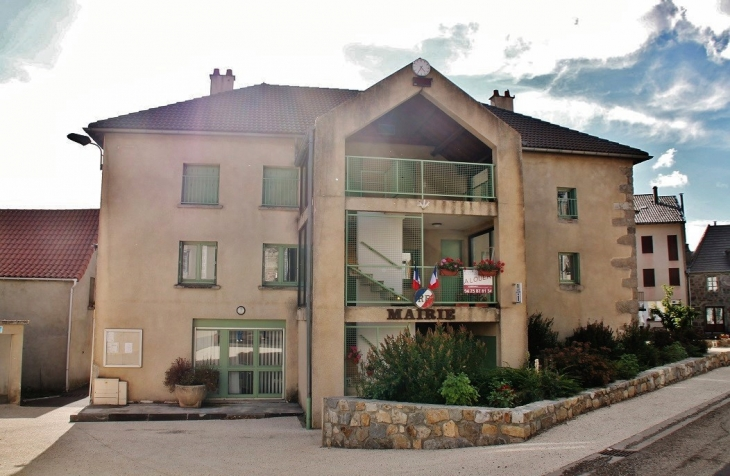
Mairie du Béage.

## Politique et administration

### Liste des maires
| Période                                  | Période                   | Identité                  | Étiquette    | Qualité |
| ---------------------------------------- | ------------------------- | ------------------------- | ------------ | --- |
| Les données manquantes sont à compléter. |                           |                           |              | |
| 1801                                     | 1801                      | Antoine Théogrède Chouvet |              | Curé |
| 1801                                     | 1802                      | Jean Louis Gimbert        |              | Notaire, du lieu de l'abbaye de Bonnefoy                                                                           |
| 1802                                     | 1825                      | Antoine Saugues           |              | |
| 1825                                     | 1828                      | François Talobre          |              | |
| 1828                                     | 1830                      | Jean Louis Ollier         |              | |
| 1830                                     | 1834                      | Jean Jacques Gimbert      |              | Notaire, du lieu de l'abbaye de Bonnefoy                                                                           |
| 1834                                     | 1836                      | Louis Testud              |              | |
| 1836                                     | 1854                      | Jean Louis Ollier         |              | |
| 1854                                     | 1860                      | Jean Antoine Souteyran    |              | Capitaine d'infanterie à la retraite Chevalier de la Légion d'honneur médaillé de Sainte-Hélène Du lieu Des Farges |
| 1860                                     | 1870                      | Cyprien Souteyran         |              | Propriétaire. Du lieu Des Farges                                                                                   |
| 1870                                     | 1871                      | Adolphe Lourdin           |              | |
| 1871                                     | 1879                      | Cyprien Souteyran         |              | |
| 1880                                     | 1886                      | Rosières Saugues          |              | |
| 1886                                     | 1888                      | Jean Louis Petit          |              | |
| 1888                                     | 1889                      | Cyprien Souteyran         |              | |
| 1889                                     | 1901                      | Clovis Souteyran          |              | Employé de préfecture. Propriétaire. Du lieu Des Farges                                                            |
| 1901                                     | 1902                      | Pierre Teyssier           |              | Propriétaire terrien                                                                                               |
| 1902                                     | 1929                      | Clovis Souteyran          |              | |
| 1929                                     | 1959                      | Prosper Ollier            |              | Propriétaire |
| 1959                                     | 1971                      | Edmond Jalade             |              | |
| mars 1971                                | mars 1989                 | Marcel Gardès             | UDR puis RPR | Médecin Conseiller général Conseiller régional                                                                     |
| mars 1989                                | juin 1995                 | Jean Lavastre             | UDF          | Gérant de société                                                                                                  |
| juin 1995                                | mai 2020                  | Jean-Marie Redon          | DVD          | Gérant de société                                                                                                  |
| mai 2020                                 | En cours (au 6 août 2020) | Claude Brun               |              | Chargé d’affaires dans la fonction publique                                                                        |

## Population et société

### Démographie
L'évolution du nombre d'habitants est connue à travers les recensements de la population effectués dans la commune depuis 1793. Pour les communes de moins de 10 000 habitants, une enquête de recensement portant sur toute la population est réalisée tous les cinq ans, les populations de référence des années intermédiaires étant quant à elles estimées par interpolation ou extrapolation. Pour la commune, le premier recensement exhaustif entrant dans le cadre du nouveau dispositif a été réalisé en 2006.

En 2022, la commune comptait 255 habitants, en évolution de −0,78 % par rapport à 2016 (Ardèche : +2,48 %, France hors Mayotte : +2,11 %).
| 1793  | 1800  | 1806  | 1821  | 1831  | 1836  | 1841  | 1846  | 1851  |
| ----- | ----- | ----- | ----- | ----- | ----- | ----- | ----- | ----- |
| 1 280 | 1 338 | 1 369 | 1 618 | 2 406 | 1 794 | 1 731 | 1 752 | 1 756 |

| 1856  | 1861  | 1866  | 1872  | 1876  | 1881  | 1886  | 1891  | 1896  |
| ----- | ----- | ----- | ----- | ----- | ----- | ----- | ----- | ----- |
| 1 712 | 1 743 | 1 725 | 1 614 | 1 648 | 1 602 | 1 575 | 1 512 | 1 530 |

| 1901  | 1906  | 1911  | 1921  | 1926  | 1931  | 1936  | 1946 | 1954 |
| ----- | ----- | ----- | ----- | ----- | ----- | ----- | ---- | ---- |
| 1 562 | 1 530 | 1 408 | 1 302 | 1 201 | 1 131 | 1 056 | 928  | 827  |

| 1962 | 1968 | 1975 | 1982 | 1990 | 1999 | 2006 | 2011 | 2016 |
| ---- | ---- | ---- | ---- | ---- | ---- | ---- | ---- | ---- |
| 671  | 640  | 531  | 436  | 352  | 337  | 332  | 284  | 257  |

| 2021 | 2022 | - | - | - | - | - | - | - |
| ---- | ---- | - | - | - | - | - | - | - |
| 255  | 255  | - | - | - | - | - | - | - |

### Manifestations culturelles et festivités

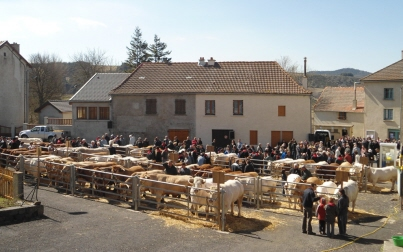
Foire grasse du Béage.

- La Foire Grasse (concours de bovins gras) a lieu chaque année, trois semaines avant Pâques.
- La soirée « Maôche » (spécialité traditionnelle : panse de porc farci avec du chou et de la chair à saucisses) organisée chaque année le week-end du 11-Novembre.
- Le vide-greniers a lieu chaque année, le dernier samedi de juillet.
- La Fête du village du Béage a lieu chaque année, le dernier dimanche de juillet. Cette fête s'accompagne d'un défilé de chars fleuris, et d'un vide-grenier.
- De nombreux bals et évènements, organisés par le Comité des Jeunes tout au long de l'année.
- Le Salon du 4x4 du Béage avait lieu chaque année, le dernier week-end de mai.

### Équipements et services publics

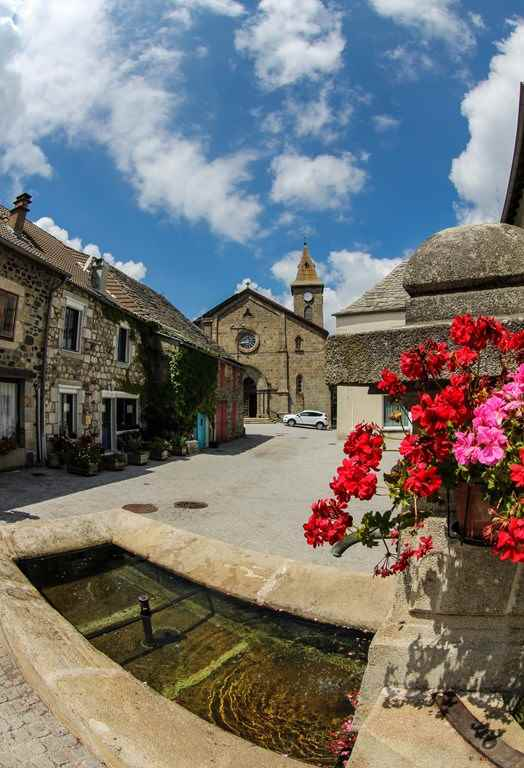
Le vieux village place de l'Église.

Le village comporte de nombreux commerces et services :
- un bar, un hôtel, un restaurant ;
- un snack, une épicerie, une station-service ;
- une boulangerie ;
- une boucherie-charcuterie ;
- un bureau de tabac-presse, épicerie, quincaillerie ;
- un négoce de bétail ;
- un garage automobile ;
- une entreprise du BTP ;
- un marchand de matériaux gros œuvre, transport ;
- une école primaire, un bureau de poste, une gendarmerie, caserne de pompiers.

Les années 2000 ont vu la construction des lotissements, de la salle polyvalente, d'une caserne de sapeurs-pompiers. La rénovation du vieux village a également été faite, avec l'installation de pavés.

### Vie associative
- Comité des fêtes
- Association Sportive du Béage (football, équipe seniors deuxième division Drôme-Ardèche)
- Comité des Jeunes du Béage
- Soleil d'Automne
- Association des Grands Plateaux

### Enseignement
La commune est rattachée à l'académie de Grenoble.

### Médias
Deux organes de presse écrite sont distribués dans la commune :
- L'Hebdo de l'Ardèche

Il s'agit d'un journal hebdomadaire français basé à Valence et diffusé à Privas depuis 1999. Il couvre l'actualité pour tout le département de l'Ardèche.
- Le Dauphiné libéré

Il s'agit d'un journal quotidien de la presse écrite française régionale distribué dans la plupart des départements de l'ancienne région Rhône-Alpes, notamment l'Ardèche. La commune est située dans la zone d'édition du centre et sud Ardèche (Privas).

### Cultes
La communauté catholique et l'église du Béage (propriété de la commune) sont rattachées à la paroisse Notre-Dame de la Montagne, elle-même rattachée au diocèse de Viviers.

## Culture locale et patrimoine

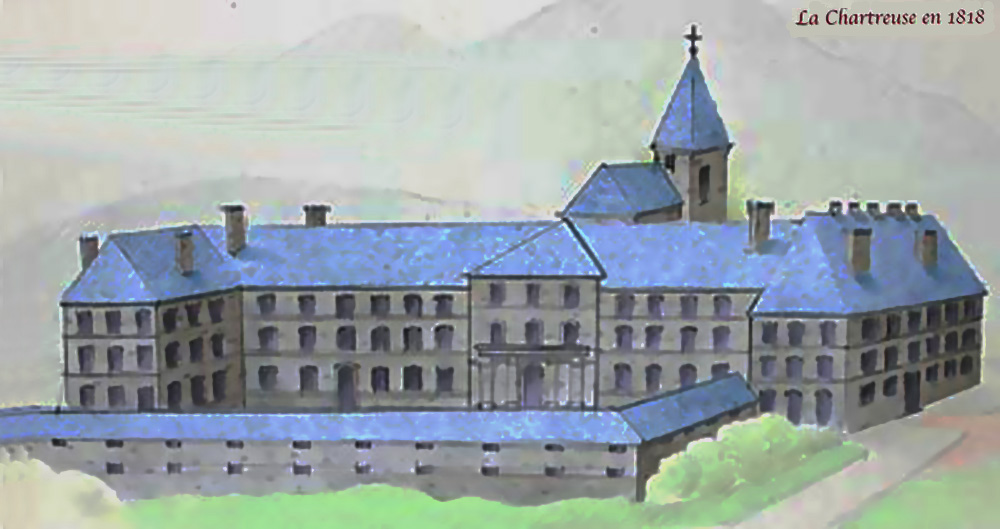
Chartreuse de Bonnefoy en 1818

### Lieux et monuments
- Les ruines de la chartreuse de Bonnefoy laissent apparaître la « maison haute » et la « maison basse ». Celle-ci fut la plus haute de France, avec une altitude de 1 310 m.
- L'église Saint-Pierre du Béage du XIXe siècle renfermant :
  1. une croix de procession du 1er quart du XVIe siècle qui fait l’objet d’un classement au titre des monuments historiques depuis le 20 octobre 1962[22],
  2. une cloche de 1661 qui fait l’objet d’un classement au titre des monuments historiques depuis le 2 mars 1943[23].
- Les ruines du château du Béage, le « Chastelas ». Un texte de 1442 nous apprend que les chartreux ont été dotés d'une tour du château[24].

### Spécialités culinaires
- La maôche, (« maucha » en occitan se prononce [mauSo]), panse de cochon farcie à la chair à saucisses et aux choux. Cuite très longtemps à l'eau.
- La bombine, composée de pommes de terre, accompagnée de carottes, d'oignons, de morceaux de lard (ou d'agneau, ou de pied de veau…) et parfumée à la feuille de laurier.
- La pogne, WP:SOURCES brioche en forme de couronne, faite à partir de farine, œufs et beurre et parfumée à la fleur d'oranger.

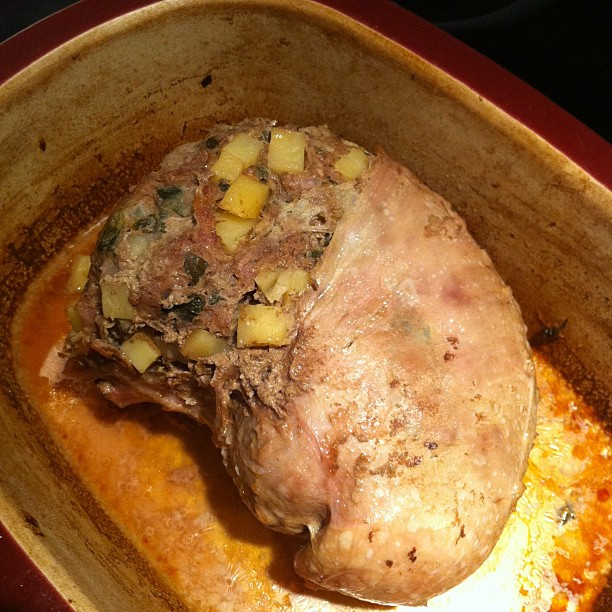
Maôche.
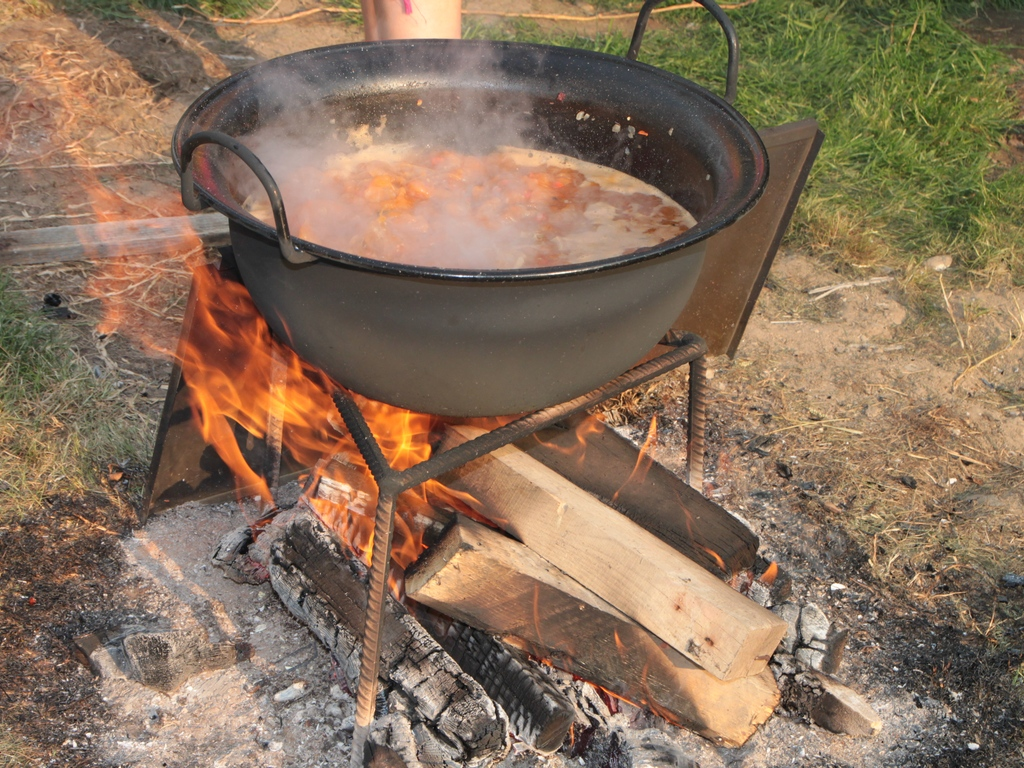
Bombine

### Personnalités liées à la commune

Blason de la famille « du Béage ».

- Gérenton du Béage (Jarento de Bisatico), seigneur du Béage, mort devant les murs de Jérusalem lors des croisades[25].
- Le capitaine Jean-Antoine Souteyran (16 mai 1785 - 27 avril 1864, fils de Victor Souteyran et de Isabeau Giraud). Officier dans l'armée napoléonienne, premier porte-aigle du 64e d'infanterie de ligne en novembre 1813, lieutenant porte-drapeau au 60e régiment d'infanterie le 9 août 1814, chevalier de la Légion d'honneur (1831), médaille de Sainte-Hélène (1857). Iéna, Prantzlow-Eylau, Friedland, Lérida, Valence-Terragone, Villafranca de Panadès, Waterloo. Marié avec Rose Faure. Ancien maire du Béage (1854-1860). Sa tombe est visible aujourd'hui au cimetière du Béage.
- Régis Breysse, né au Béage le 19 juillet 1810, fils de Jean Louis Breysse et de Rose Chamard. Il décède à Bicêtre le 1er juillet 1860. Artiste sculpteur. Le sculpteur Pierre-Jean David d'Angers lui ouvrit les portes de son atelier. École des Beaux-Arts. « Le Christ en croix », église d'Aubenas - « Boissy d'Anglas présidant l'assemblée du 1er prairial », salle d'audience du Conseil de préfecture de Privas.
- Aimé Grasset, aviateur, né le 20 décembre 1888 au Béage. Pilote d'essai, pionnier du vol à voile, héros de la Grande Guerre, il fut au début des années 1920 l’un des premiers pilotes de ligne de l’histoire de l’aviation civile. Il disparaît en 1924 aux commandes de son avion qui s'écrase près de Jihlava (République Tchèque) alors qu'il assure la liaison Prague - Vienne - Budapest[26].

### Héraldique
|  | Le Béage possède des armoiries dont l'origine et le blasonnement exact ne sont pas disponibles. |